# شباب امرأة (فلم)
شباب امرأة هو فيلم دراما مصري عرض عام 1956، إخراج صلاح أبو سيف وبطولة تحية كاريوكا، شكري سرحان، شادية، فردوس محمد، سراج منير، عبد الوارث عسر، شارك الفيلم في المسابقة الرسمية في مهرجان كان السينمائي عام 1956 وتم تصنيفه في المركز السادس ضمن أفضل 100 فيلم في تاريخ السينما المصرية في استفتاء النقاد.

## قصة الفيلم
تدور أحداث الفيلم حول إمام بلتاجي حسنين (شكري سرحان) الشاب القادم من الريف ليدرس في القاهرة، يستأجر أحد الغرف بمنطقة القلعة تمتلكه امرأة متسلطة تسمى شفاعات (تحية كاريوكا)، تعجب بشبابه وتحاول غوايته وتنجح في ذلك ويمضى معها في هذا الطريق وينغمس في الرذيلة ويتعثر في دراسته وعلى الجانب الآخر تساعده شابة قريبة له يعرفها منذ الطفولة في الخروج من دوامة الفساد التي غرق فيها مع شفاعات، وينصحه والدها بالابتعاد عنها فيحاول التحرر من أسر صاحبة البيت برغم مقاومة شفاعات لهذا التحرر.

## طاقم التمثيل
- تحية كاريوكا: (شفاعات)
- شكري سرحان: (إمام)
- شادية: (سلوى)
- عبد الوارث عسر: (عم حسبو)
- فردوس محمد: (والدة إمام)
- سراج منير: (الشرنوبي إسماعيل)
- ماري عز الدين: (زوجة الشرنوبي)
- سليمان الجندي: (فتحي)
- عباس الدالي
- عبد المنعم بسيوني: (ضابط الشرطة)

## فريق العمل
- إخراج: صلاح أبو سيف
- قصة: أمين يوسف غراب
- سيناريو: أمين يوسف غراب، صلاح أبو سيف
- حوار: السيد بدير
- إنتاج: وحيد فريد، رمسيس نجيب
- توزيع: دولار فيلم
- مونتاج: عطية عبده
- موسيقى تصويرية: فؤاد الظاهري
- مدير التصوير: وحيد فريد

## وصلات خارجية
- مقالات تستعمل روابط فنية بلا صلة مع ويكي بيانات